# Isangel
Isangel je naselje u državi Vanuatu odnosno sjedište pokrajine Tafee. Smješteno je na jugozapadnoj obali otoka Tanna.

## Stanovništvo
Isangel ima 1437 stanovnika, većinom su kršćani.